# Presa de El Gasco
La presa de El Gasco es una presa inacabada, construida a finales del siglo XVIII (entre 1787 y 1799), sobre el río Guadarrama. Sus ruinas se encuentran en la confluencia de los términos municipales de Torrelodones, Galapagar y Las Rozas de Madrid, en la zona noroeste de la comunidad autónoma española de Madrid.
Fue diseñada por el Ingeniero militar español, de origen francés, Carlos Lemaur, promovida y financiada por el Banco de San Carlos, con cargo a la Hacienda Real de Carlos III, en el contexto de las obras del canal del Guadarrama, que tampoco llegó a concluirse, del que hubiese sido su embalse regulador. Mediante este proyecto, se pretendía realizar un canal navegable de 667 km, que, salvando un desnivel de 700 m, hubiese unido fluvialmente Madrid y la Submeseta Sur con el océano Atlántico, comunicando las aguas de cuatro ríos principales: el Guadarrama (su punto de origen), el Manzanares (a la altura del Puente de Toledo en Madrid), el Tajo (a su paso por Aranjuez) y el Guadalquivir (por Sevilla).

## Geografía
La presa está ubicada en el Estrecho de la Peña y toma su nombre del monte de El Gasco, un paraje poblado por árboles y arbustos mediterráneos, situado en el término municipal de Torrelodones, en la margen izquierda del Guadarrama. En este punto, el río ha descendido a una altitud de 647 m y se encuentra rodeado de montes que llegan hasta los 941 m de altitud, caso de los Altos del Ahijón, que quedan a la derecha de su cauce. Las características orográficas de este encajamiento fueron consideradas como las más idóneas para la construcción del embalse.
El enclave se encuentra protegido mediante su inclusión en el Parque Regional del curso medio del río Guadarrama y su entorno y su inclusión en el Catálogo de Bienes y Espacios Protegidos de Las Rozas de Madrid.

## Historia

### Antecedentes

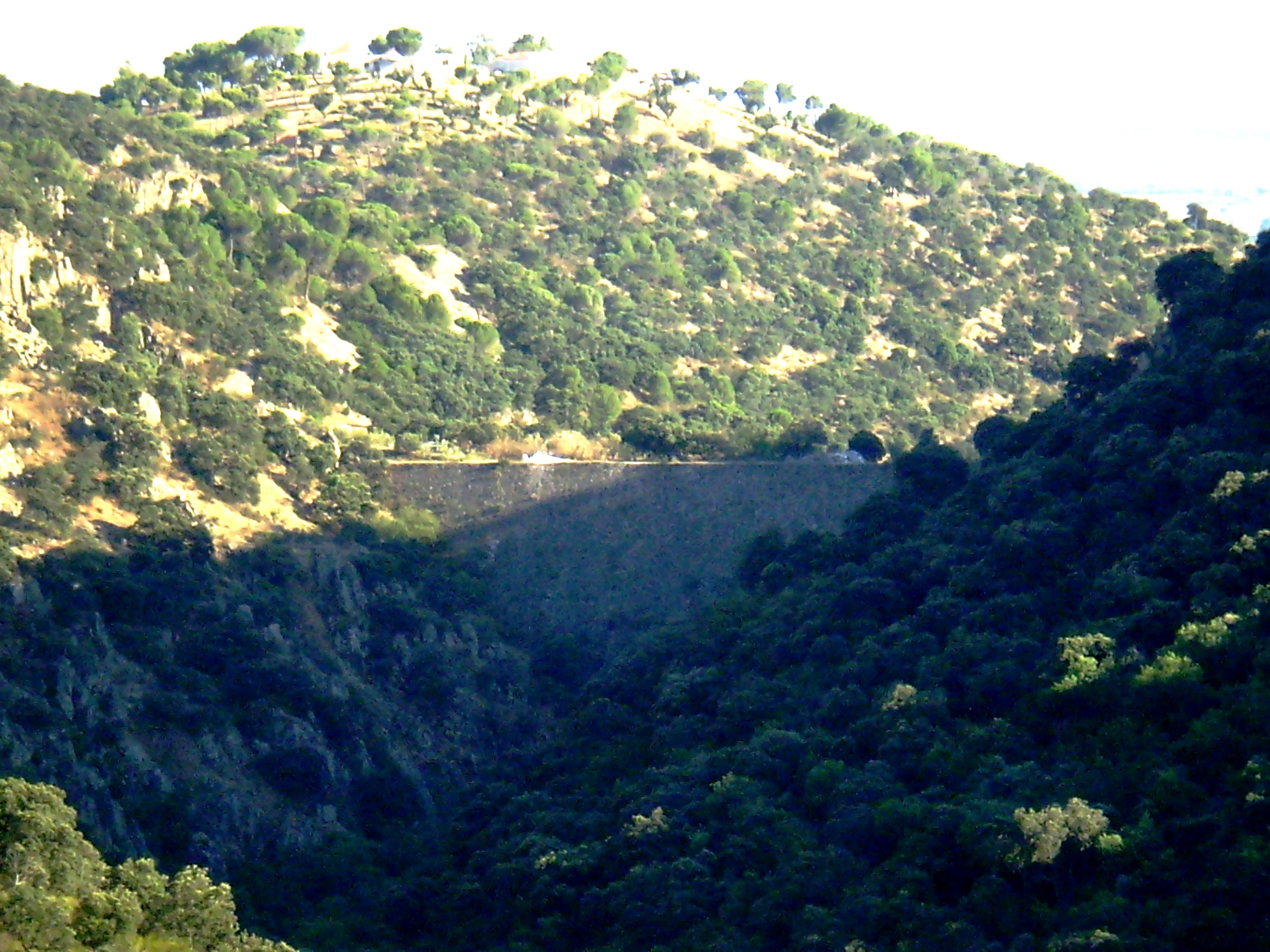
Cara norte (aguas arriba) de la presa de El Gasco, vista desde el monte del mismo nombre, en Torrelodones (Madrid).

El canal del Guadarrama fue una iniciativa de Carlos Cabarrús, director del Banco de San Carlos, inspirado en el diseño del Canal de Castilla, realizado en 1776 por Carlos Lemaur. El proyecto fue presentado por Carlos Lemaur al Banco de San Carlos el 11 de noviembre de 1785, y presentado por este a Carlos III que dio su aprobación y su apoyo al proyecto. Treinta y dos años antes (en 1753) había comenzado la construcción de los Canales de Castilla también diseñados por Carlos Lemaur que participó también en su ejecución entre 1753 y 1755. La construcción del Canal de Castilla en su ramal del Canal de Campos, no finalizaría hasta el año 1849, casi un siglo después de su comienzo, y no se ejecutaron todos los canales diseñados por Lemaur, ya que el Canal del Norte no llegó hasta Reinosa como estaba proyectado, sino sólo hasta Alar del Rey a 52 km de Reinosa, y el Canal de Segovia, nunca llegó a ejecutarse.
Para el diseño del proyecto del Canal del Guadarrama, Lemaur contó con la colaboración de sus cuatro hijos (también Ingenieros militares). Fueron necesarios tres meses para realizar los estudios de nivelación y el cálculo de los costes desde El Gasco hasta el río Javalón. El resto del trazado del Canal hasta Sevilla, ya lo había diseñado anteriormente Lemaur, cuando presentó al Consejo de Castilla su proyecto del Canal de Andalucía. El diseño final fue presentado el 11 de noviembre de 1785 al Banco de San Carlos, dirigido entonces por Francisco Cabarrús, pero, poco días después de la firma del acuerdo de financiación, Lemaur falleció en extrañas circunstancias.
En los dos años siguientes, se efectuaron los trámites de aprobación del proyecto ante la Hacienda Real. El Rey aprobó el proyecto y las reglas, “reservándose las enmiendas y explicaciones que pidan las circunstancias para formar ejecución”. El 10 de mayo de 1786, el Conde de Floridablanca propuso “que se vuelva a reconocer y rectificar el terreno, sus planes y nivelaciones y a formar traza y cálculo y regulaciones exactas de los gastos, con asistencia de personas inteligentes y acreditadas, además de los Ingenieros Carlos y Manuel Lemaur, hijos del difunto Carlos Lemaur”. Se dieron “32 reglas” bajo las cuales el Banco debía desempeñar la construcción del Canal del Guadarrama.
En 1787 tras solventar parcialmente los litigios entre los herederos de Carlos Lemaur y el banco de San Carlos, por los derechos de propiedad intelectual del proyecto y el trazado del canal, se aprobó la construcción del canal, que sería dirigido por los Hijos mayores de Carlos Lemaur: Carlos y Manuel. El presupuesto disponible inicialmente era de 110.574.163 reales de vellón y 22 maravedís a distribuir en 10 años.

### Las obras

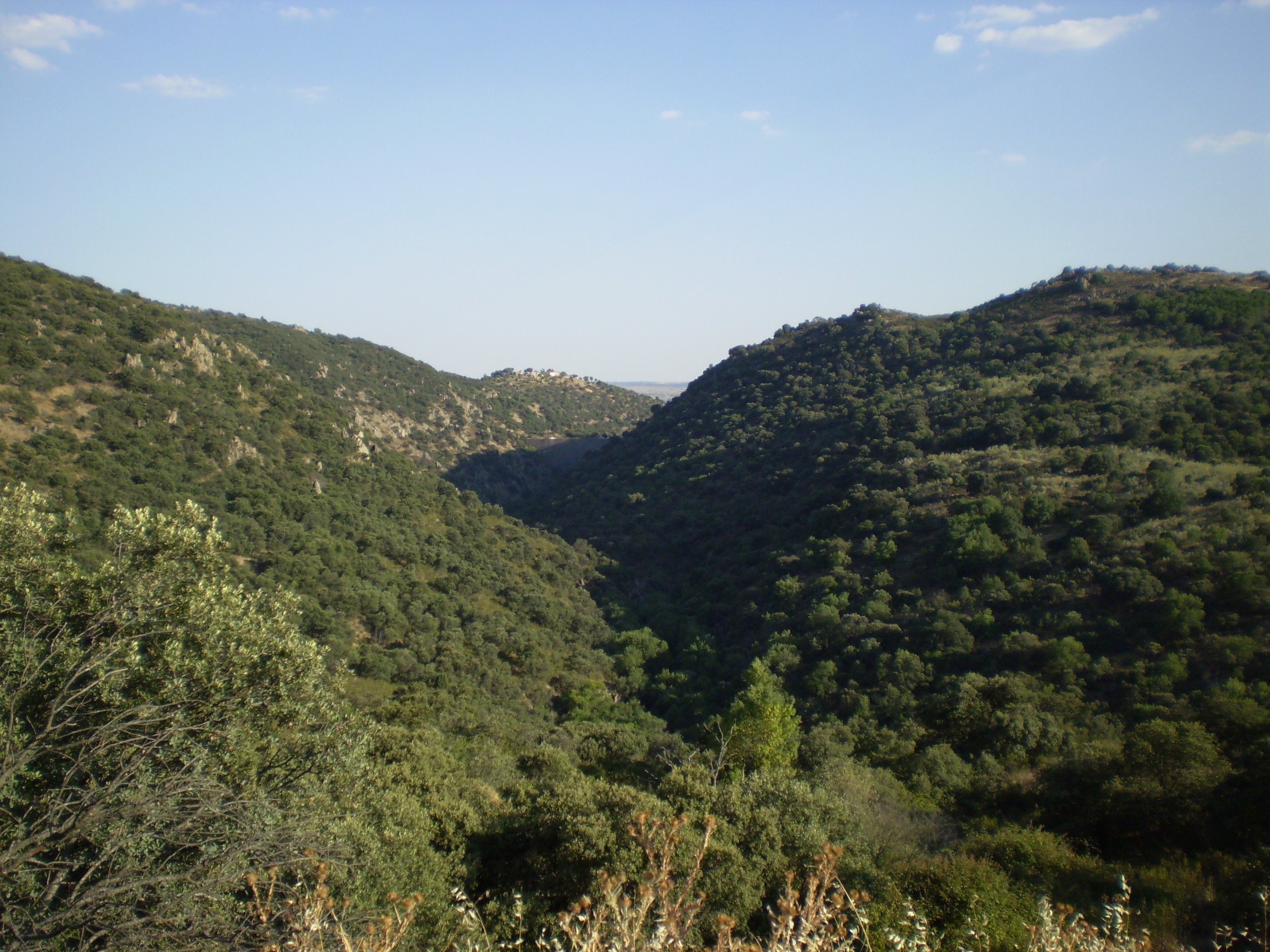
Este valle, situado entre el Monte de El Gasco (a la izquierda) y el Puerto de Galapagar (a la derecha), hubiese quedado anegado por las aguas del río Guadarrama si la presa hubiese llegado a su término.

A finales de 1787 comenzó a levantarse la presa de El Gasco. Las obras fueron dirigidas por Carlos y Manuel Lemaur, hijos del autor del proyecto, quienes simultanearon este trabajo con la construcción de pequeños canales, entre ellos uno de riego, de 11 km de longitud, en las vegas de Uceda, Torremocha de Jarama y Torrelaguna.
Las obras duraron doce años, que estuvieron marcados por las adversidades. A la comentada precariedad económica del Banco de San Carlos, que condicionó los plazos de ejecución, se añadió una epidemia de paludismo, que acabó con la vida de numerosos trabajadores, muchos de ellos presidiarios que cumplían de ese modo su condena. Al mismo tiempo, surgieron dudas sobre la viabilidad técnica del proyecto.
Éste se abandonó definitivamente el 15 de mayo de 1799, después de que una fuerte tormenta caída la noche anterior, derrumbara parte del muro meridional, cuando la presa se había construido hasta una altura de 53 m.
Según se afirma en el estudio Carlos Lemaur y el canal de Guadarrama, realizado por Teresa Sánchez Lázaro, la presa estaba mal proyectada. La autora sostiene que el derrumbe provocado por la tormenta fue el mejor final posible y que, dada la geometría de su sección, la Presa de El Gasco se hubiese venido abajo antes o después, incluso en pleno periodo de construcción.
Estas afirmaciones no han sido demostradas técnicamente, lo que sí se puede constatar son numerosos defectos en la ejecución material de la presa y falta de protección de la obra en construcción, ante la tormenta acaecida la noche del 14 de mayo de 1799.

### Causas del derrumbe parcial
La presa tiene un perfil de tipo B (con talud aguas arriba) que puede tener su justificación en el caso de que se previeran movimientos del terreno como los que podría inducir el macizo de Torrelodones en su avance sobre la cuenca sedimentaria del Guadarrama. El cálculo de estabilidad de una presa "de gravedad" como la presa de El Gasco, con las dimensiones de proyecto, no indican que fuera inviable, aunque sí se puede afirmar que los parámetros de seguridad están muy ajustados, especialmente teniendo en cuenta los conocimientos técnicos de la época en la que se construyó.
Muchas de las causas posibles del derrumbamiento, no son comprobables en la fecha actual, si bien, algunas de ellas podrían ser comprobadas realizando análisis y ensayos de laboratorio.
Entre las causas probables que sí son comprobables directamente mediante inspección visual, se encuentran las siguientes: 
- Imperfecciones en las caras inferior y superior de las mampostas del muro de soporte aguas-abajo que dificultaban un buen asiento; piedras asentadas con ayuda de guijarros.
- Escasez e irregularidad del mortero de juntas e incluso oquedades en algunas juntas.
- Colocación de mampostas con escasa relación base/altura (piedras poco planas), que propiciaban líneas de ruptura casi verticales.
- Falta de anclaje de los muros transversales en los muros de soporte; la unión se hacía solo por contacto o por escalonamiento.
- La construcción no se hacía por hiladas horizontales en el conjunto de los muros de soporte más los muros transversales. Se construían hiladas verticales incluso dentro del propio muro de soporte, separándolas en varias unidades constructivas, unidas posteriormente.
- Acumulación de agua directa y agua intersticial, en las celdas más próximas al muro de soporte, que unida a las tierras de relleno, transformadas en barro y a la probable caída de piedras del relleno, pudo provocar una presión excesiva sobre la parte superior del muro recién construida que originaría su caída.

Resumiendo, es probable que el derrumbe de la presa tenga una causa remota y una causa inmediata. La causa remota se debe a la mala calidad constructiva del muro de soporte, admitiendo que en este caso tampoco ayudó la construcción casi vertical del muro, carente de un talud apreciable. En cuanto a la causa inmediata, casi todas las opiniones coinciden en que la acumulación del agua caída durante la tormenta, unida al barro formado por las tierras de relleno de las celdas inmediatas al muro y las piedras de relleno desprendidas, pudieron originar una presión excesiva sobre las últimas filas de mampostas del muro, con juntas aún no fraguadas o poco fraguadas que provocó su derrumbamiento. Al caer estas mampostas de las últimas filas, a su vez originaron un momento de vuelco sobre las filas inmediatas inferiores, que fueron arrastradas en la caída, dejando el muro en la situación en la que se puede ver actualmente.
La creencia de que la parte del muro que cedió en primer lugar fue sólo la parte central del muro que aún no tenía las juntas fraguadas se refuerza por el hecho de que, una vez fraguadas las juntas del muro, ninguna tormenta de las caídas en los últimos 200 años ha conseguido derribar más muro, por mucha agua que se haya acumulado en las celdas de relleno, a pesar de la debilidad actual de este muro roto por su parte central y profundamente agrietado.

### Consecuencias del derrumbe parcial
El derrumbe parcial de una parte del muro aguas-abajo de la presa, ocurrido la noche del 14 de mayo de 1799, fue la excusa que se utilizó para la paralización de las obras, pero en realidad las obras llevaban ya paralizadas o ralentizadas los 10 últimos años.
El derrumbamiento parcial de la presa de El Gasco y las dificultades técnicas del proyecto, los informes externos negativos sobre la reparación, diversas coyunturas relativas a la falta de disponibilidad de los hermanos Lemaur, el aterramiento de la presa de Valdeinfierno en Murcia que disminuyó su capacidad y aumentaba la presión sobre los muros, el “ruido” hecho por los “dueños de aguas” a quienes la construcción de pantanos y presas perjudicaba sus intereses, y especialmente las dificultades monetarias por las que atravesaba el Banco Nacional de San Carlos (BNSC), fueron los factores que contribuyeron a tomar la decisión de paralizar las obras y a que no se reanudaran posteriormente.
Pero el derrumbamiento parcial de la presa y las demás causas aludidas, fueron sólo la excusa que sirvió de pretexto para la paralización oficial de las obras. De hecho, la construcción del Canal ya estaba paralizada desde 1789 (10 años antes), y la construcción de la presa avanzaba a un ritmo excesivamente lento, como demuestra el hecho de que debiendo aportar el Banco de San Carlos más de 9 millones de reales cada año, en los 12 años que duró la construcción de la presa, aportó una cantidad total inferior a 4 millones de reales, menos de la mitad de lo que tenía que haber aportado en un solo año y ello refleja su falta de liquidez. 
En efecto, la Real Cédula del 17 de julio por la que se establecía el curso forzoso de los vales reales tuvo consecuencias fatales que se hicieron sentir de inmediato en el Banco de San Carlos, al que ocasionaron grandes pérdidas, alterando seriamente las finanzas españolas y provocando una desconfianza general en la capacidad económica de la monarquía. Los vales reales se devaluaron de forma espectacular en 1799, aumentando su depreciación, en números redondos, de un 25% en enero a un 46% en junio. Esta circunstancia y las restantes medidas económicas adoptadas por el ministro del ramo, Miguel Cayetano Soler, todas desconcertantes y mal acogidas en el momento, originaron una coyuntura especialmente problemática para la hacienda. 
Para el otoño de 1799 los diplomáticos extranjeros en España daban cifras de devaluación de los vales reales, incluso más altas. Así, el embajador de Prusia, conde de Rhodes, afirmaba en un despacho del 7 de octubre de 1799 que los vales reales (lo que hoy día podríamos asimilar a la deuda pública), estaban por debajo
del 70% de su valor.
La situación económica en 1799 se caracterizó por la inflación, la falta de medios para llevar a cabo una gestión gubernamental eficaz en materia hacendística y la amenaza de quiebra de la monarquía de Carlos IV.
Por lo tanto, la crisis financiera de 1799 que ocasionó una falta total de liquidez del Banco de San Carlos fue la causa real de la paralización de las obras del canal del Guadarrama. En este contexto, algunos sucesos posteriores como el derrumbamiento de la pequeña presa de la Cavina en Aranjuez ocurrido en 1801 y la catastrófica rotura de la presa de Puentes en Lorca, ocurrido en 1802, fueron causas adicionales que mantuvieron la paralización de las obras de la presa de El Gasco y que impidieron su reanudación en los años posteriores. 
Especialmente el derrumbamiento de la presa de Puentes con sus trágicas consecuencias, paralizó o ralentizó las planificaciones hídricas que se llevaron a cabo no sólo en España, sino también en Europa en los años siguientes.
Pero no hay duda de que las razones principales de que el canal de Guadarrama no se concluyera, fueron la falta de liquidez del Banco de San Carlos debido a la crisis financiera de 1799 y la muerte de Carlos III ocurrida a finales de 1788, ya que éste era su principal valedor (*).
(*) Al igual que ocurrió con la paralización de las obras del Canal de Castilla a la caída del Marqués de la Ensenada.

## Descripción
La presa de El Gasco fue diseñada, en su momento, como la presa más alta del mundo, con 92 m de altura (330 pies castellanos) y 251 m de longitud en su coronación. La anchura de la presa variaba entre los 72 m de la base y los 4 m en la coronación.
De este proyecto, solo se conserva un lienzo de 53 m de altura y 154 m de longitud (128 m hasta el estribo de poniente). La anchura oscila entre los 72 m de la base y los 32 m de la parte superior. 
Aun así, en la situación en la que quedó esta presa, con una altura de 53 m, llegó a ser en la realidad la presa más alta del mundo, ya que quien ostentaba el título en aquella época era la presa de Tibi (Alicante), en el río Monegre. Esta presa empezó a construirse en 1580 por los regantes y se paralizó 4 años después. No se finalizaría hasta que Felipe II adelantó los fondos para su terminación y aunque no se construyeron los 52 m de altura proyectados, se dio por terminada en 1594 cuando tenía una altura de 42,7 m lo que la convirtió en la presa más alta del mundo.
La presa del Gasco era una novedad Histórica en su tiempo, ya que se pasaba del diseño habitual de presas de gravedad o arco-gravedad, de mampostería maciza, de 12 a 28 m de altura (con la excepción de la presa de Tibi) reforzadas con contrafuertes, y con muro aguas-abajo escalonado, al diseño de una presa también de gravedad, de planta trapezoidal, con 2 muros de mampostería unidos por muretes transversales también de mampostería, con celdas de relleno de tierra y piedras, sin contrafuertes ni escalonamiento en el muro aguas-abajo, y de 92 m de altura, que por lo tanto, duplicaba la altura de la presa más alta del mundo en la época. Por ello, tiene un valor Histórico excepcional, incluso en su estado inacabado.
La cara septentrional, situada aguas arriba, presenta un buen estado de conservación. Tiene una inclinación de 60°. El lado meridional se encuentra parcialmente arruinado, tras el derrumbe sufrido en 1799, que dejó al descubierto sus juntas laterales y muros transversales. En esta parte, la presa roza la vertical.
Todo el conjunto está construido en celosía, con dos muros de mampostería de granito, el anterior de 2,80 m de ancho y el posterior de 3,50 m de ancho, unidos por muretes transversales también de mampostería, que forman celdas de 8,5 x 10 m, rellenas de tierra y piedras. En las inmediaciones de la presa, existen canteras de granito y graveras, de las cuales se extraía el material necesario para las obras. Sobre la presa se pueden ver aún numerosos montones de la cal utilizada como ligante en la mampostería, algunos de ellos están en estado semi-petrificado. También en las inmediaciones pueden verse las denominadas Casas del Canal, que eran los pabellones donde residían los Ingenieros y otro personal técnico durante la construcción de la presa. En el recorrido del Canal pueden apreciarse numerosos acueductos utilizados para salvar el paso del Canal sobre los arroyos y barrancos de la zona. 
Aguas abajo del Canal, se conservan diferentes vestigios del tramo inicial del canal del Guadarrama, los 4 primeros km entre los límites de Torrelodones y Las Rozas de Madrid y el resto en el término de Las Rozas de Madrid. El Ayuntamiento de este último municipio ha acondicionado con fines recreativos y deportivos algunos de estos restos, situados en la Dehesa de Navalcarbón.